# Завадівка (Кам'янець-Подільський район)
Зава́дівка — село в Україні, у Чемеровецькій селищній громаді Кам'янець-Подільського району Хмельницької області.

## Назва
Село вперше згадується на початку XVII століття під назвою Вишневецький висілок.
Місцева легенда розповідає що: біля річки Вишнівки існувало поселення. Люди усі питання вирішували спільно, сходом. На цих сходах виносили покарання винним у чомусь людям. Їх відселяли подалі, де вони утворювали нові поселення. Ці місця називали висилком або завадою. Звідси й пішла назва села Завадівка.

## Географія
Подільське село Завадівка розкинулось на подільській височині в південно-західній частині України.

### Клімат
Завадівка знаходяться в межах вологого континентального клімату із теплим літом.

## Історія
Завадівка згадується на початку XVII століття під назвою Вишнівчицького висілка. Мало такі кути села: Луківка, Мазурівка.
У 1731 році збудована Михайлівська церква — дерев'яна. Побудована на кошти прихожан, основу закладено Базиліаном Жигачевським, освячена деканом гусятинським Стефаном Лукашевичем[с.480-481]. В 1795 році вона приєднана до православ'я. В 1879 р. розібрано опасання, дах замість ґонтового зроблено залізний, новий іконостас [ПЦ, с. 480; СКУ, с. 480—481].
Згідно з Географічним словником Королівства Польського (1895) село над Безіменною притокою р. Яромирки, належало до громади Купина (за 11 верст), парафії Смотрич (8 верст), за 40 верст від Кам'янця. Мало 181 господарство, 1063 мешканці, 544 десятин сільської та 33 десятини церковної землі, православна церква св. Михайла з 1731 парафіянами. Колись належало Раціборовським, у час запису — Журовським з Вишнівчика. Колишня назва — Висілок Вишнівецький.
Внаслідок поразки визвольних змагань на початку XX століття, село надовго окуповане російсько-більшовицькими загарбниками.
Радянська окупація принесла колективізацію та розкуркулення, мешканці села зазнали репресій.
В 1932–1933 селяни села пережили Голодомор.
У 1969 році до села Завадівка приєднано або включено в його смугу село Цибулівка.
З 1991 року в складі незалежної України.
15 вересня 2016 року шляхом об'єднання сільських територіальних громад, село увійшло до складу Чемеровецької селищної громади.ref>ВВРУ, 2017, № 4, стор. 92</ref>, до цього органом місцевого самоврядування була Вишнівчицька сільська рада.
До адміністративної реформи 19 липня 2020 року село належало до Чемеровецького району, після його ліквідації, увійшло до складу Кам'янець-Подільського району.

## Населення
Населення становить 941 особу.

### Мова
У селі поширені західноподільська говірка та південноподільська говірка, що відносяться до подільського говору, який належить до південно-західного наріччя.

## Релігія
- Церква архістратига Михаїла (ПЦУ)

## Природоохоронні території
Село лежить у межах національного природного парку «Подільські Товтри».

## Галерея

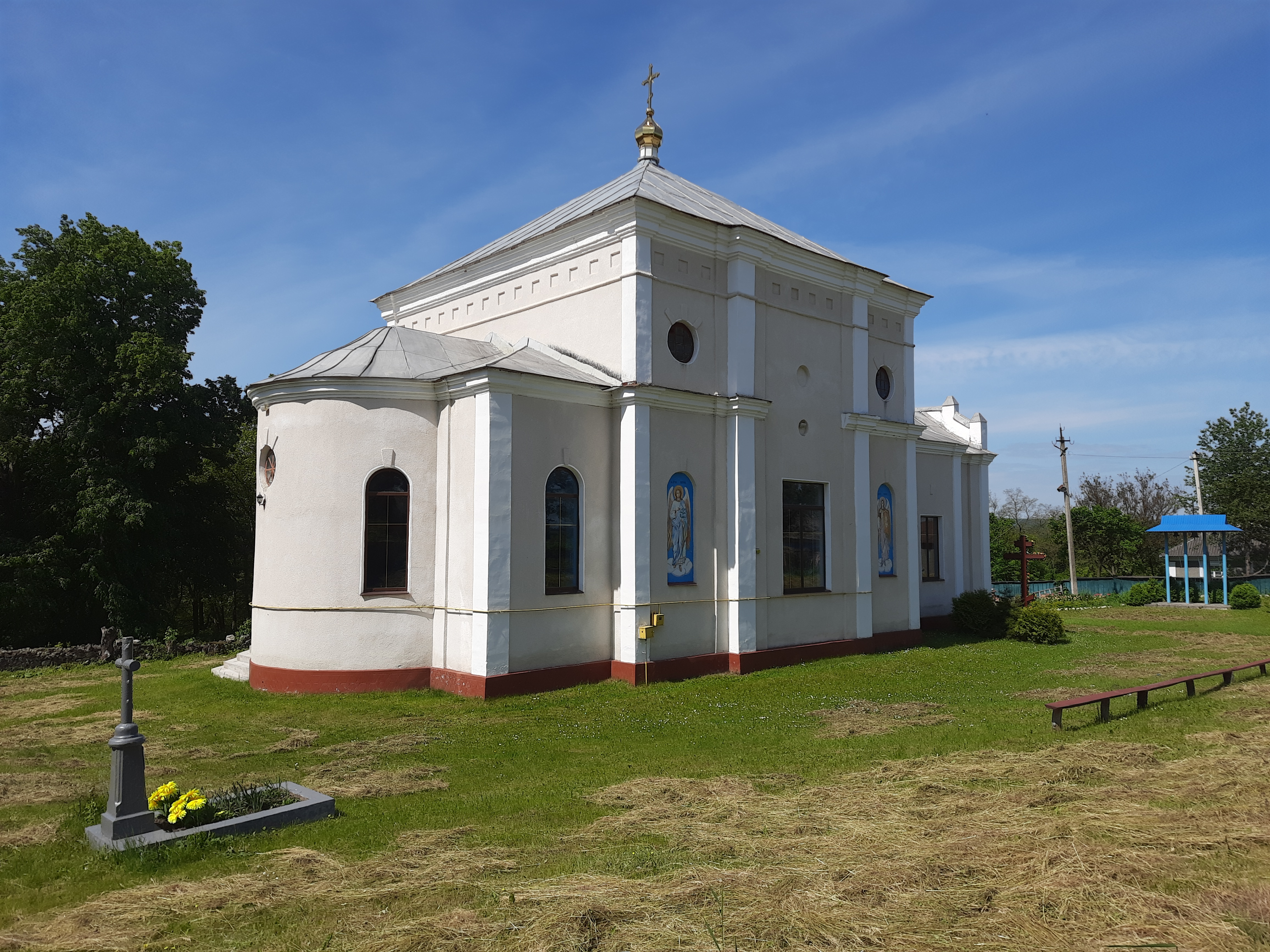
Михайлівська церква 19ст
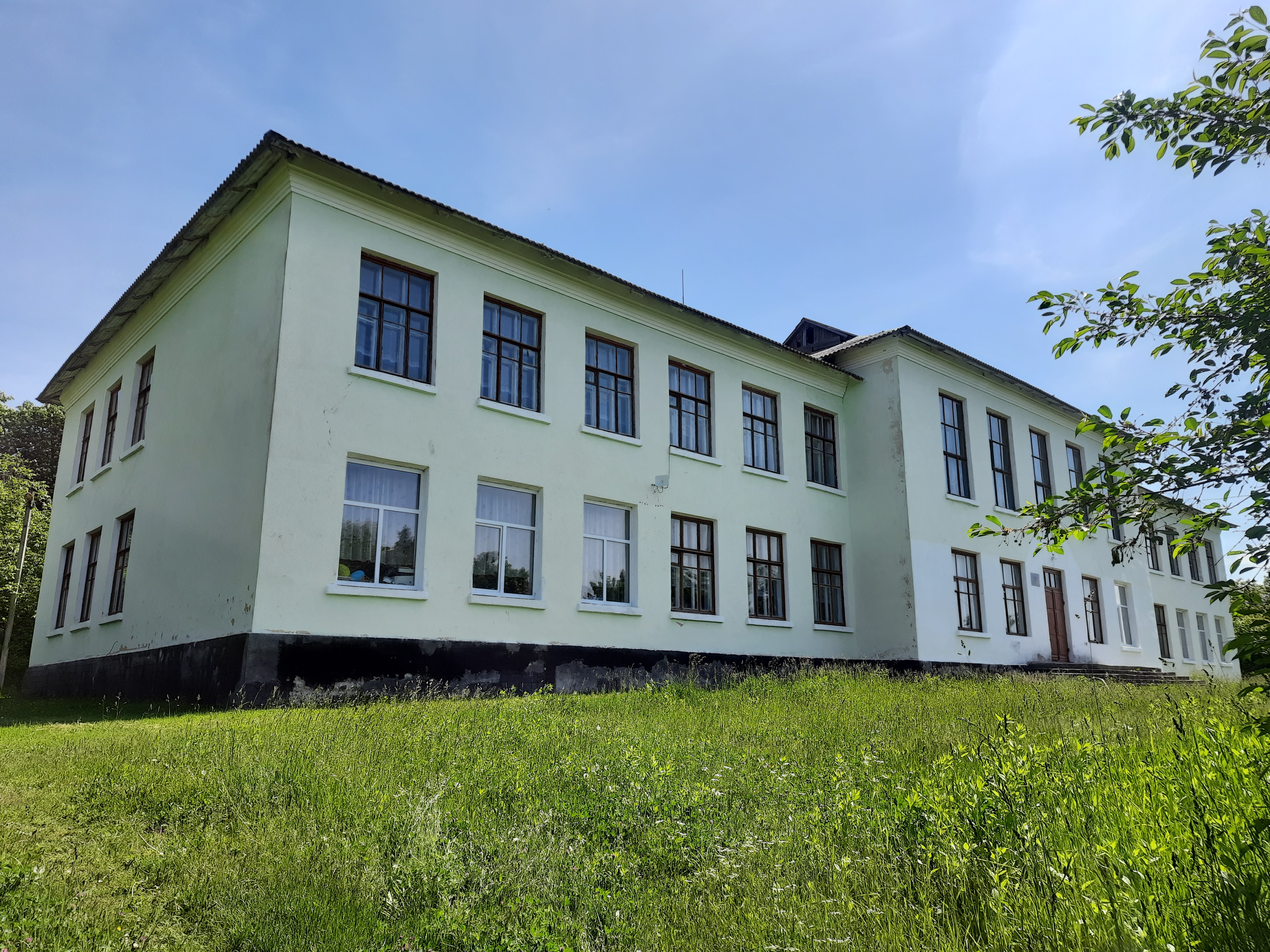
Школа